# Ankisabe
Ankisabe est une ville et une commune urbaine située dans la Province de Tananarive, au centre du Madagascar.